# ريكاردينيو

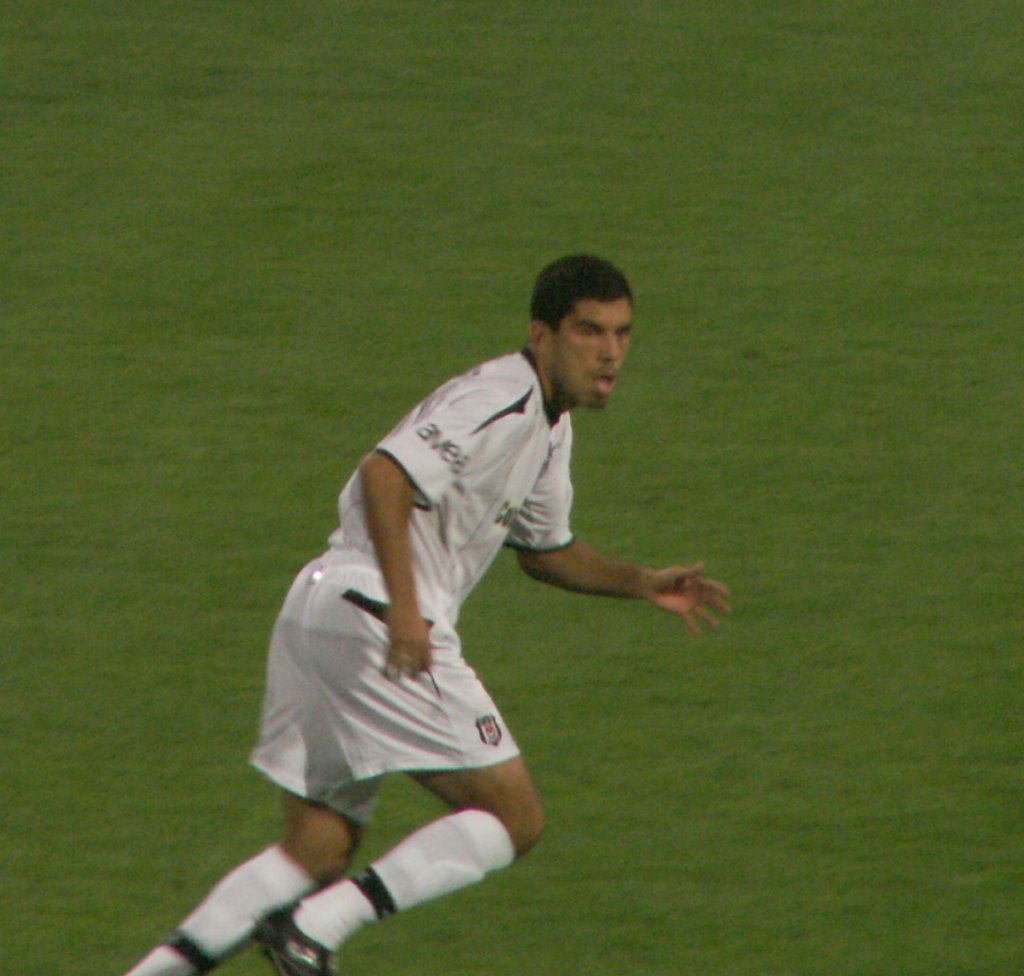

ريكاردو لويز بوزي رودريغيز، الشهير باسم ريكاردينيو، ((بالبرتغالية: Ricardo Luiz Pozzi Rodrigues‏)؛ مواليد 23 مايو 1976 في ساو باولو) هو لاعب كرة قدم برازيلي يلعب حالياً لنادي أتلتيكو مينيرو البرازيلي في خط الوسط.
لعب ريكاردينهو في أندية بارانا (1995-1997) بوردو (1997-1998) كورينثيانز (1998-2002) ساو باولو (2002-2004) مدلزبره (2004) سانتوس (2004-2005) كورينثيانز مجددا (2006) بشيكطاس (2006-2008) .
ساهم ريكاردينهو في تتويج نادي بارانا ببطولة ولاية باراناينزي 3 مرات 1995 ، 1996 ، و1997 كما ساهم في تتويج نادي كورينثيانز ببطولة دوري الدرجة الأولى مرتين 1998 و1999 وبطولة كأس العالم للأندية 2000 وبطولة كأس البرازيل 2002 وبطولة ولايتي ريو دي جانيرو وساو باولو 2002 وبطولة ولاية باوليستا مرتين 1999 و2001 كما ساهم في تتويج نادي سانتوس ببطولة دوري الدرجة الأولى 2004 كما ساهم في تتويج نادي بشيكطاس ببطولة كأس تركيا موسم 2006/2007 .
شارك ريكاردينهو مع منتخب البرازيل في 23 مباراة دولية مسجلا هدف واحد في الفترة من 2000 إلى 2006 . تم استدعائه للمشاركة في بطولة كأس العالم لكرة القدم 2002 التي أقيمت في كوريا الجنوبية واليابان معا . غاب عن المباراة الأولى أمام منتخب تركيا ثم شارك بديلا في المباراة الثانية أمام منتخب الصين التي انتهت بالفوز 4/0 ثم مجددا أيضا بديلا في المباراة الثالثة أمام منتخب كوستاريكا التي انتهت 5/2 . في الدور الثمن النهائي شارك بديلا أمام منتخب بلجيكا وانتهت بالفوز 2–0 ثم غاب حتى نهاية البطولة التي توج فيها منتخب البرازيل بطلاً.

## روابط خارجية
- ريكاردينيو على موقع الاتحاد الدولي (مؤرشف)  (الإنجليزية)
- ريكاردينيو على موقع اتحاد تركيا (لاعب) (الإنجليزية)
- ريكاردينيو على موقع قاعدة بيانات كرة القدم.إي يو (الإنجليزية)
- ريكاردينيو على موقع ناشيونال فوتبول تيمز (الإنجليزية)
- ريكاردينيو على موقع Soccerway.com (الإنجليزية)
- ريكاردينيو على موقع كووورة